# Lovik-Storflon
Lovik-Storflon är ett naturreservat i Sundsvalls kommun i Västernorrlands län.
Området är naturskyddat sedan 1985 och är 398 hektar stort. Reservatet är ett myrområde med gammal granskog som har inslag av lövträd och brandpräglade talldominerade skogsholmar.